# Divisiones menores de Atlético Nacional
Las Divisiones menores de Atlético Nacional están conformadas por la Primera A Sub-20, Primera C, Juvenil, Sub-17, Sub-16, Sub-15, Sub-13, Sub-9, Sub-6 Pony y Pre-Pony. Son los encargados de suplir de jugadores al primer equipo, generalmente cuando se disputan torneos internacionales a la par con los locales.

## Estructura
Estructuralmente las divisiones menores de Atlético Nacional tienen como base las escuelas de fútbol. La institución cuenta con varias instituciones en todo el país y dos en el exterior, en Antioquia está presente en los municipios de Segovia, Apartadó, Yarumal, Medellín, Rionegro, Vegachí y San Roque, y en los departamentos de Arauca, Bolívar, Caquetá, Casanare, Meta, Risaralda, San Andrés, Providencia y Santa Catalina, Sucre, Valle del Cauca y en la capital, Bogotá. Fuera del país cuenta con escuelas en Miami y Orlando (Florida, Estados Unidos).
Por otro lado, están los equipos pre-juveniles y juveniles que participan a nivel departamental y regional de varios torneos organizados por la Liga Antioqueña de Fútbol, y en torneos de carácter nacional como lo son el Campeonato Juvenil y Prejuvenil.

### Jugadores destacados
| Nombre Jugador          | Nacimiento | Ciudad    | Última Tempor. | Último equipo       |
| ----------------------- | ---------- | --------- | -------------- | ------------------- |
| Humberto Álvarez        | 1/01/1929  | Medellín  | 1947           | Atlético Nacional   |
| Francisco Maturana      | 15/02/1949 | Quibdó    | 1969           | Atlético Nacional   |
| Pedro Sarmiento         | 12/10/1956 | Medellín  | 1976           | Atlético Nacional   |
| Juan Jairo Galeano      | 12/08/1962 | Andes     | 1980           | Atlético Nacional   |
| Andrés Escobar          | 13/03/1967 | Medellín  | 1985           | Atlético Nacional   |
| John Jairo Tréllez      | 29/04/1968 | Turbo     | 1984           | Bajo Cauca          |
| José Fernando Santa     | 12/09/1970 | Pereira   | 1988           | Atlético Nacional   |
| Víctor Marulanda        | 3/02/1971  | Medellín  | 1989           | Atlético Nacional   |
| Víctor Hugo Aristizábal | 9/12/1971  | Medellín  | 1989           | Atlético Nacional   |
| Juan Pablo Ángel        | 24/10/1975 | Medellín  | 1993           | Atlético Nacional   |
| Elkin Calle             | 26/05/1980 | Medellín  | 1998           | Atlético Nacional   |
| Rosemberg Garzon Romaña | o6/03/1980 | Turbo     | 1999           | Atlético Nacional   |
| Aquivaldo Mosquera      | 22/06/1981 | Apartadó  | 2000           | Jaguares de Chiapas |
| Camilo Zúñiga           | 14/12/1985 | Chigorodó | 2002           | Atlético Nacional   |
| David Ospina            | 31/08/1988 | Itagüí    | 2023           | Atlético Nacional   |
| Víctor Ibarbo           | 19/05/1990 | Tumaco    | 2008           | Sagan Tosu          |
| Orlando Berrío          | 14/01/1991 | Cartagena | 2009           | Flamengo            |
| Edwin Cardona           | 08/12/1992 | Medellín  | 2009           | Boca Juniors        |
| Sebastian Pérez         | 29/03/1993 | Envigado  | 2023           | Boavista            |
| Davinson Sánchez        | 12/06/1996 | Caloto    | 2023           | Galatasaray         |

|}

## Palmarés

### Torneos Nacionales
- Torneo Pony Futbol (2): 2013, 2016
- Torneo Nacional Infantil (1): 2012
- Torneo Nacional Sub–20 (2): 2016, 2018
- Torneo Nacional Sub–17 (3): 2017, 2021, 2023
- Subcampeón Torneo Nacional Sub–20 (1): 2012
- Subcampeón Torneo Nacional Sub–17 (2): 2011, 2012
- Subcampeón Torneo Nacional Sub–15 (1): 2019
- Subcampeón Torneo Pony Futbol (1): 2020

### Torneos Regionales
- Liga Antioqueña de Futbol-Primera Categoría (3): 2004, 2010, 2019
- Liga Antioqueña de Futbol-Segunda Categoría (1): 2007
- Torneo Antioqueño Juvenil A (6): 2008, 2009, 2015, 2017, 2018, 2024[13]
- Torneo Antioqueño Juvenil C (3): 2014, 2015, 2021
- Torneo Antioqueño Sub–18 (1): 2018
- Torneo Antioqueño Sub–17 (2): 2008, 2015
- Torneo Antioqueño Sub–16 (7): 2005, 2006, 2010, 2014, 2015, 2016, 2017
- Torneo Antioqueño Sub–15 (4): 2004, 2007, 2015, 2016
- Torneo Antioqueño Sub–14 (4): 2005, 2010, 2015, 2017
- Torneo Antioqueño Sub–13 (4): 2012, 2014, 2015, 2019
- Torneo Antioqueño Sub–12 (1): 2018
- Torneo Antioqueño Sub–11 (3): 2015, 2017, 2018
- Torneo Antioqueño Sub–10 (2): 2018, 2019
- Torneo Antioqueño Sub–9 (2): 2015, 2019
- Subcampeón Liga Antioqueña de Futbol–Primera Categoría (1): 2011
- Subcampeón Torneo Antioqueño Juvenil A (2): 2012, 2019
- Subcampeón Torneo Antioqueño Juvenil B (1): 2012
- Subcampeón Torneo Antioqueño Sub–17 (1): 2017
- Subcampeón Torneo Antioqueño Sub–16 (1): 2018
- Subcampeón Torneo Antioqueño Sub–15 (1): 2014
- Subcampeón Torneo de Escuelas LAF (1): 2021 (Sub-15)

### Torneos internacionales
- Copa de Confraternidad Amazónica Sub–20 (1): 2015
- Copa Santos Laguna Sub–15 (1): 2013
- Copa de las Américas Sub–14 (1): 2013
- International Disney Cup Sub–13 (1): 2014
- Subcampeón Copa La Esperanza Sub–20 (1): 1992
- Subcampeón Copa Internacional Mitad del Mundo Sub–18 (1): 2022
- Subcampeón Torneo Internacional de las Américas Sub–17 (1): 2009
- Subcampeón Mundial Sub–17 de Clubes (1): 2015
- Subcampeón Miami Cup (3): 2016 (Sub–16), 2016 (Sub–10), 2017 (Sub–8)